# N-Trance
N-Trance is een eurodancegroep uit het Verenigd Koninkrijk. Ze bestaan sinds 1991. Producers achter N-Trance zijn Dale Longworth en Kevin O'Toole.
N-Trance werd vooral beroemd in 1993 met hun hits Set You Free en Stayin' Alive in 1995. Set You Free werd in 1995 nogmaals opnieuw uitgebracht. Als producers van N-Trance brengen Dale Longworth en Kevin O'Toole onder de projectnaam Freeloaders de hitsingle So Much Love To Give in 2005 uit.

## Oprichting N-Trance
In 1991 ontmoetten de oprichters elkaar op een college in Manchester tijdens studiewerkzaamheden. Ze besloten om samen een band te vormen, die diverse namen had voordat de definitieve naam N-Trance ontstond.
In het najaar van 1991 werden ze ontdekt door de lokale platenmaatschappijen. Ze werden in 1992 gecontracteerd door wat nu Eastern Bloc Records heet. Zonder veel succes en met een hoop frustratie hebben ze de deal kunnen beëindigen. Uiteindelijk tekenden ze bij AATW (All Around The World) in het najaar van 1993.

## Successen
Hun single Set You Free (originele release in 1992) werd een succes, eerst in het Verenigd Koninkrijk zelf, later ook in de rest van Europa en Australië. In 2002 werden er 600.000 exemplaren van verkocht in het Verenigd Koninkrijk. Destijds was dit de 3e keer dat de single werd uitgebracht. De volgende single, Stayin' Alive, werd ingezongen door voormalig bandlid van The KLF Ricardo Da Force. Na het uitbrengen van deze single groeide de schare fans en werd de groep bekender bij het algemene publiek. De single werd een hit in eigen land en kwam in bijna elk land over de gehele wereld in de top 5 van de hitlijsten terecht. De derde single Electronic Pleasure (later titelsingle van het album) werd hierna uitgebracht.
De drie uitgebrachte singles waren verschillend van stijl. Set You Free en Electronic Pleasure waren typische euro-style. De groove-style is terug te vinden in de single Stayin' Alive.

## Debuutalbum en andere albums
In november 1995 kwam het debuutalbum uit genaamd Electronic Pleasure.
Aan het album werkten artiesten mee als David Grant en zijn koor, Snake Davis, zangeres Gillian Wisdom en zanger Jerome Stokes (voormalig lid van Love Decade). De raps werden verzorgd door T-1 K.
In 2002 kwam er een album met muzikale hoogtepunten. In september 2002 werd de nieuwe single Forever uitgebracht. Ook nu weer met zangeres Kelly Llorenna. Vervolgens kwam nog de single Destiny uit. De video hiervoor werd opgenomen op Mallorca.
Gedurende het jaar 2003 werd er gewerkt aan een nieuw (3e) album. Werktitel hiervoor was Nightfall. De release in het Verenigd Koninkrijk werd verwacht in het voorjaar van 2004. In 2004 zelf introduceerde de band een nieuwe zangeres: Gillian Tennant. Voormalig lid van Q-Tex. De nieuwe single heette I'm In Heaven.

## Singles
In 1997 was N-Trance terug met de single D.I.S.C.O., een nummer in disco-groove 90's stijl. Het nummer deed denken aan een track van het album van Compagnie Creole, maar werd oorspronkelijk gezongen door Ottawan in 1980. Het rapgedeelte werd verzorgd door Ricardo Da Force.
Een andere zangeres, Kelly Llorenna, zong het nummer The Mind of the Machine.
In 1998 werd de single Broken Dreams uitgebracht. Het nummer is geïnspireerd op de single van Mr. Misters, Broken Wings. In datzelfde jaar kwam het lang verwachte album Happy Hour. De singles hadden niets te maken met de eurodancestijl.
Later dat jaar werd de single Tears In The Rain uitgebracht. Het was een duet tussen Kelly Llorenna en Jerome Stokes.
Op 8 oktober van 2006 werd de nieuwe single Nothing Lasts Forever opgenomen. Tijdens een optreden in Liverpool bracht de groep deze single als eerste ten gehore aan het publiek.

## Bandleden
Zang: Kelly Llorenna, Gillian Wisdom, Rachel McFarlane, Jerome Stokes, David Grant (en zijn koor)
Rappers: Ricardo Da Force, T-1 K

## Discografie

### Albums
| Album met eventuele hitnotering(en) in de Nederlandse Album Top 100 | Datum van verschijnen | Datum van binnenkomst | Hoogste positie | Aantal weken | Opmerkingen |
| ------------------------------------------------------------------- | --------------------- | --------------------- | --------------- | ------------ | ----------- |
| Electronic Pleasure                                                 | 1995                  | -                     |                 |              |             |
| Happy Hour                                                          | 1998                  | -                     |                 |              |             |
| Best Of N-Trance 1992-2002                                          | 2002                  | -                     |                 |              |             |

### Singles
| Single met eventuele hitnotering(en) in de Nederlandse Top 40 | Datum van verschijnen | Datum van binnenkomst | Hoogste positie | Aantal weken | Opmerkingen          |
| ------------------------------------------------------------- | --------------------- | --------------------- | --------------- | ------------ | -------------------- |
| Set you free                                                  |                       | 04-03-1995            | 8               | 7            | met Kelly Llorenna   |
| Stayin' alive                                                 |                       | 07-10-1995            | 16              | 6            | met Ricardo da Force |
| D.I.S.C.O.                                                    |                       | 17-05-1997            | tip             | -            |                      |
| Da ya think I'm sexy                                          |                       | 01-11-1997            | 13              | 7            | met Rod Stewart      |

| Single met hitnotering(en) in de Vlaamse Ultratop 50 | Datum van verschijnen | Datum van binnenkomst | Hoogste positie | Aantal weken | Opmerkingen          |
| ---------------------------------------------------- | --------------------- | --------------------- | --------------- | ------------ | -------------------- |
| Stayin' alive                                        | 1995                  | 07-10-1995            | 8               | 14           | met Ricardo da Force |
| Da ya think I'm sexy                                 | 1997                  | 01-11-1997            | 15              | 16           | met Rod Stewart      |